# Василенко Кім Юхимович
Кім Юхимович Василе́нко (5 березня 1925, Кам'янське — 13 січня 2002, Київ) — український танцюрист, хореограф, педагог; доктор мистецтвознавства з 1999 року, професор з 1983 року.

## Біографія
Народився 5 березня 1925 року в місті Кам'янському (тепер Дніпропетровська область, Україна). Під час німецько-радянської війни протягом 1943—1944 років танцював в Ансамблі пісні і танцю Третього Українського фронту. У 1946—1947 роках танцював у Ансамблі Західного фронту ППО.
У 1947 році у Дніпродзержинську організував самодіяльний ансамбль танцю «Дніпро», який очолював до 1953 року. Протягом 1953—1956 років — в ансамблі «Юність» у Сумах. 1961 року закінчив балетмейстерське відділення Московського театрального інституту у Москві.
У 1962—1970 роках — організатор, керівник і хореограф Заслуженого самодіяльного ансамблю народного танцю «Дарничанка», одночасно у 1964—1970 роках — науковий працівник Інституту мистецтвознавства, фольклору та етнографії імені Максима Рильського АН УРСР. З 1964 року у Київському інституті культури імені Олександра Корнійчука: у 1970—1996 роках — засновник і завідувач кафедри хореографії. У 1976—1977 роках був художнім керівником Ансамблю танцю УРСР імені Павла Вірського. Помер в Києві 13 січня 2002 року.

## Творчість
За свою творчу діяльність поставив понад 220 танцювальних сюїт та фольклорних аранжувань у різних жанрах української народної сценічної хореографії, зокрема:
- «На вулиці» (1948);
- «Український весільний танець» (1956);
- «Купальські ігрища» (1960);
- «Щедра Україна» (1961);
- «Ходить гарбуз по городу» (1963);
- «Щедрик» (1964);
- «Героїчне козацтво» (1977);
- «Легенда про Київ» (1982);
- «Золоті ворота» (1983).

Творчі роботи зазняті у документальних фільмах:
- «Пісні над Дніпром» (1956, Кіностудія імені Олександра Довженка);
- «Співає Україна» (1957, Кіностудія імені Олександра Довженка);
- «На крилах пісні» (1961, «Укртелефільм»);
- «Шовковії струни» (1967, «Укртелефільм»);
- «„Дарничанка“ танцює» (1969, «Укртелефільм»).

Автор понад 50 публікацій, присвячених описам окремих танців, у різних спеціалізованих журналах. Також надруковано 36 збірок записів танців. Серед робіт:
видання, присвячені опису народних танців, танцювальним колективам
- «Украинские танцы на клубной сцене» (1960) (рос.);
- «Танці ансамблю „Дніпро“» (1960);
- «Дзержинці танцюють» (1961);
- «Червона калина» (1962);
- «Золоті зерна» (1963);
- «Українські сюжетні танці» (1966);
- «Танці Полтавщини» (1969);

підручники і навчальні посібники
- «Лексика українського народно-сценічного танцю» (1971);
- «Український народний танець» (1981) (рос.);
- «Композиція українського народно-сценічного танцю» (1983);
- «Музично-хореографічний колорит і прин¬ципи обробки фольклорного танцю» (1984);
- «Українські народні танці для дітей» (1985);
- «Український танець» (1997).

## Відзнаки
- Заслужений діяч мистецтв УРСР з 1969 року;
- Народний артист України з 2000 року;
- Лауреат міжнародних художніх конкурсів. Нагороджений зототими медалями у Москві (1957), Токіо (1961), Ґері (1964).